# Cambriano inferiore
Il Cambriano inferiore è un'epoca della scala dei tempi geologici, Cambriano usata negli anni passati. Si estende da 542 Ma (milioni di anni fa) a 509 Ma.
È diviso in due sotto-epoche, che sono state elevate al rango di epoche:
- Terranoviano (542-521 Ma)
- Cambriano Serie 2 (521-509 Ma)

È anche conosciuto come basso Cambriano. In questa epoca avvenne l'esplosione cambriana degli organismi complessi (avvenuta all'inizio del periodo Cambriano).

## Contenuto fossilifero e fauna
In questo periodo, c'è stata la maggiore diversificazione delle forme viventi per merito dell'esplosione cambriana; comparve più della metà dei phyla animali, oltre che un certo numero di forme estinte e/o problematiche. Gli Archeociatidi erano abbondanti nel Cambriano inferiore, come anche i trilobiti, Priapulida, spugne, brachiopodi inarticolati, e molte altre forme simili. La fauna ediacarana era rara, probabilmente in gran parte estinta.